# مهرجان رعب بعد حلول الظلام
مهرجان رعب بعد حلول الظلام After Dark Horrorfest هو مهرجان أفلام رعب سينمائي يقوم بعرض ثمانية أفلام رعب، كلها من إنتاج شركة «أفلام بعد حلول الظلام» في الولايات المتحدة الأمريكية. أقيم المهرجان للمرة الأولى في عام 2006.